# Schleswig-Holsteinische Bibelgesellschaft
Die Schleswig-Holsteinische Bibelgesellschaft wurde 1815 in Schleswig gegründet. Sie dient bis heute als Bibelgesellschaft im Bereich des Sprengels Schleswig und Holstein der Nordkirche nicht dem Druck eigener Bibeln, sondern vor allem der Verbreitung andernorts gedruckter Bibeln sowie bibelpädagogischen Aktionen. Sie war von 1980 bis 2012  Mitglied des Vereins „Nordelbische Bibelgesellschaften e. V.“. Sie ist an der Vollversammlung der Deutschen Bibelgesellschaft beteiligt.

## Vorgeschichte: Die Schleswiger Bibel
Die Herzogin-Witwe Maria Elisabeth von Schleswig-Holstein-Gottorf veranlasste 1664 den Druck einer Vollbibel in Schleswig. Die in nicht mehr als 100 Exemplaren gedruckte Lutherbibel erfreute sich besonderer Beliebtheit. Sie diente hauptsächlich den Mitgliedern und Gästen des Schlosses vor Husum, wohin sich Maria Elisabeth zurückgezogen hatte. Mehrere Exemplare gerieten aber auch in die evangelischen Kirchengemeinden Schleswig-Holsteins, waren doch aufgrund des leidigen Kriegswesens (Niedersächsisch-Dänischer Krieg 1625–1629; dänisch-schwedischer Krieg 1658–1660) viele Kirchen im Lande ihrer Bücher und besonders auch ihrer Bibel beraubt worden. Der Text der Bibel folgt der Lutherbibel von 1545 und wurde gedruckt von Johann Holwein, fürstlich bestallter Buchdrucker in Schleswig.

## Geschichte

### Anfänge
Den ersten Anstoß zur Gründung einer Schleswig-Holsteinischen Bibelgesellschaft gab der Besuch des Auslandssekretärs der British and Foreign Bible Society (BFBS), des Pfarrers Carl Friedrich Adolf Steinkopf (1773–1859), in Emkendorf. Krieg tobte auf dem europäischen Kontinent, als Pfarrer Steinkopf im Herbst 1812 seine erste Reise, von London kommend, auf das europäische Festland antrat. Napoleon war auf dem Marsch nach Moskau und hatte mit der Kontinentalsperre seit November 1806 die europäischen Häfen für alle Schiffe aus England gesperrt. 
Um seine Mission für die Gründung von Bibelgesellschaften auf dem Kontinent ausführen zu können, reiste Steinkopf mit einem schwedischen Reisepass von Harwich nach Göteborg und dann durch Dänemark nach Deutschland. Sein Ziel war, die aktuelle Bibelnot zu lindern und an allen Orten Menschen zu gewinnen, die diese Not zu ihrer eigenen Sache machten. Als ehemaliger Sekretär der Basler Christentumsgesellschaft, die sich ebenfalls den rationalistischen Bestrebungen der Aufklärung entgegenstellte, kannte Pfarrer Steinkopf die Anschriften von Christen, die nicht nur seine Überzeugung, sondern auch seinen Auftrag mit Aufgeschlossenheit teilten. 
Für die geistliche Grundlage und die personelle Basis des biblischen Anliegens in Schleswig-Holstein war die Begegnung Steinkopfs mit Fritz und Julia von Reventlow und dem Landgrafen Carl von Hessen von großer Bedeutung.

### Gründungsjahre
Die Jahre 1814 und 1815 spielen in der Gründungsgeschichte der norddeutschen Bibelgesellschaften eine bedeutende Rolle. Nachdem am 31. Mai 1814 durch die Verträge von Paris der Friede in Europa eingekehrt war und Zar Alexander I. und König Friedrich Wilhelm III. nach London gereist waren, um England für die Hilfe zu danken, die es im Befreiungskampf geleistet hatte, ergaben sich auch für die Gründungen von Bibelgesellschaften neue Aspekte, besonders da sich die Herrscher mit den Vertretern der BFBS in England getroffen hatten. In Lübeck (1814), Hamburg-Altona (1814), Bremen (1815), Mecklenburg-Schwerin (9. Januar 1816) waren schon Bibelgesellschaften entstanden. Die letzte große Bibelgesellschaft, die 1815 gegründet wurde, war die in der Stadt Schleswig für die beiden Herzogtümer Schleswig und Holstein. Beide Herzogtümer wurden vom dänischen König in Personalunion als Herzog regiert, wobei Schleswig ein Reichs- und Königslehen Dänemarks und Holstein bis 1806 Lehen des Heiligen Römischen Reiches Deutscher Nation gewesen waren. Beide Territorien gehörten somit zum Machtbereich des dänischen Königs (Dänischer Gesamtstaat), waren staatsrechtlich aber unterschiedlich ausgerichtet. Sprachlich war Holstein deutschsprachig, während in Schleswig sowohl Deutsch, Dänisch als auch Nordfriesisch verbreitet war, wobei das Dänische und Friesische in großen Teilen des südlichen Schleswigs in der Neuzeit vom Deutschen als Umgangssprache abgelöst worden war.

#### Generalsuperintendent Adler
Was bewog den Generalsuperintendenten Adler, den Gedanken an eine Bibelgesellschaft im März 1815 zum Tragen zu bringen? Da die fremden Truppen bis zum endgültigen Friedensschluss mit Preußen und Russland, der erst am 8. Februar 1815 erfolgte, in Schleswig-Holstein blieben, hatten die Bewohner unter der Besatzung schwer zu leiden. Alle Erlebnisse der Kriegs- und Besatzungsjahre waren dazu angetan, die Missstimmung gegen Dänemark und die Hoffnung auf Deutschland zu nähren. Wie einst dem römisch-deutschen Reich, so gehörte Holstein seit 1815 dem Deutschen Bunde an, nicht aber Schleswig, das ein dänisches Lehen verblieb. Zweifellos diente die Schleswig-Holsteinische Bibelgesellschaft, wenn auch nicht ausdrücklich gewollt, dem national deutsch-orientierten schleswig-holsteinischen Gedanken, der in den Vorreden der ersten Jahresberichte auch immer wieder zum Ausdruck gelangte.
Die lutherische Geistlichkeit in den Herzogtümern war in zwei theologische Lager gespalten. Der pietistisch geprägten lutherischen Orthodoxie standen die Vertreter des Vernunftglaubens gegenüber. Das galt vor allem für den Schleswiger Generalsuperintendenten Adler, der von vielen als der Vater des Rationalismus im Lande angesehen wurde. Adler war Orientalist und Theologe. An der Universität Kopenhagen hatte er einen Lehrstuhl für die syrische Sprache gehabt, war dann deutscher Hofprediger in Kopenhagen geworden und schließlich Generalsuperintendent für Schleswig, 1806 auch für Holstein. Adler war sicherlich ein fortschrittlicher Theologe, aber keineswegs ein Revolutionär. Durch eine Veröffentlichung im Schleswiger Wochenblatt lud er zu einer Versammlung auf den Sonntag Lätare, den 5. März 1815, ein, um nach dem Muster der englischen Bibelgesellschaft und der beiden deutschen Gesellschaften in Lübeck und Hamburg eine Bibelgesellschaft zu gründen. Obwohl er die Dänische Bibelgesellschaft dabei nicht erwähnte, hat zweifellos die Tatsache, dass es bereits seit dem 22. Mai 1814 in Kopenhagen eine Bibelgesellschaft gab, eine nicht unbedeutende Rolle gespielt, wollte man doch auch auf dem religiösen Gebiet eine gewisse Unabhängigkeit anstreben.

#### Die ersten Jahresberichte
Aus dem ersten Jahresbericht von 1817:

„Man ward sich darüber einig, dass Verbreitung der Heiligen Schrift, und dadurch Förderung eines frommen christlichen Sinnes in unserem Vaterlande, einziger Zweck dieser Gesellschaft sein solle; dass bloß Bibeln nach der eingeführten kirchlichen Übersetzung ohne weitere Anmerkungen und Erklärungen von der Gesellschaft zu verbreiten wären; dass jeder Freund des Wortes Gottes in den Herzogtümern Mitglied dieser Gesellschaft werden könne; dass der geringste Beitrag eines Mitglieds jährlich ein Speciesreichstaler sein, aber jede, auch die kleinste Gabe, zum Zweck der Gesellschaft mit Dank angenommen werden solle; und dass die Geschäftsführung einem völlig unentgeltlich dienenden Verwaltungsausschuss zu übertragen sei.“

Das Interesse an der Bibelgesellschaft wuchs, wie man aus den ständig ansteigenden Mitgliederzahlen erkennen kann. Als erste Mitglieder hatten sich der königliche Statthalter, der Landgraf Carl von Hessen, und die Landgräfin Louise eingetragen. Dazu gesellten sich „der damalige Prinz und jetzige Herzog von Holstein-Beck und seine Frau Gemahlin und die übrigen auf Gottorf und zu Schleswig anwesenden Mitglieder“. Im ersten Jahr konnte die Bibelgesellschaft 356 Mitglieder verzeichnen, unter ihnen viele Kirchenpröpste, Pastoren und die Mitglieder des Adels, wie die von Ahlefeld, von Baudissin, von Brockdorff, von Bülow, von Krogh, von Moltke, von Qualen, von Rantzau, von Rumohr. Unter den Pastoren erscheint auch der Name „Harms, Prediger in Kiel“. 
Ihre primäre Aufgabe sah die Bibelgesellschaft in der Beschaffung und Verbreitung von preisgünstigen Bibeln und in der Unterstützung von örtlichen Hilfs-Bibelgesellschaften und Bibelvereinen, die in den Propsteien und Kirchengemeinden in den Herzogtümern gegründet wurden.
Schon im ersten Jahr vertrieb die Bibelgesellschaft 3.266 Schriften, deutsche und dänische Hausbibeln, deutsche Schulbibeln und 215 Exemplare des Jesus Sirach, einer apokryphen Schrift, die für mehrere Jahre im schleswig-holsteinischen Raum sich einer gewissen Beliebtheit erfreute.
Im August 1818 erteilte Frederik VI. dem 1810 von Kiel nach Schleswig-Friedrichsberg verlegten Taubstummeninstitut Georg Wilhelm Pfingstens das Privileg für eine Druckerei. Es erhielt ausdrücklich die Erlaubnis zum Druck „einer deutschen Lutherischen Bibel ohne Anmerkungen mit Stereotypplatten“. 
Inzwischen war nach einem Jahr die Zahl der Mitglieder der Bibelgesellschaft auf 415 gewachsen, und die 85 Bibelvereine und elf Hilfsbibelgesellschaften in den beiden Herzogtümern meldeten regelmäßig nach Schleswig ihre beträchtlichen Bibelumsätze. Von der Cansteinschen Bibelanstalt erhielt man aufgrund der Nachfrage fast genauso viele Ausgaben des apokryphen Jesus Sirach (612) wie Neue Testamente (620). Auch sollten nach dem Wunsch der Schleswig-Holsteiner die Sprüche Salomos mit dem Jesus Sirach als Anhang zum Neuen Testament geliefert werden. Waren jene biblischen Kombinationen möglicherweise ein Spiegelbild der aufklärerischen Frömmigkeit, wie sie besonders in den norddeutschen Städten verbreitet war? 
Schon vier Jahre nach der Gründung stellte der Verwaltungsausschuss fest, dass die Schleswig-Holsteinische Landesbibelgesellschaft so bedeutend an Festigkeit gewonnen hatte, dass „der Bibelfreund sich getrost der Hoffnung überlassen darf, sie werde, so Gott will, nicht nur nicht leicht jemals wieder zu Grunde gehen, sondern sie werde auch durch das bereits durch sie Bewirkte für eine lange Folgezeit unserm Vaterlande in mehr als einer Rücksicht Heil bringen“.

#### Ziele
Für die Schleswig-Holsteinische Bibelgesellschaft, dem englischen Beispiel folgend, ergab sich „ein dreyfaches Ziel“, nämlich die Befriedigung des Ortsbedürfnisses, des Landesbedürfnisses und des Weltbedürfnisses. Hier finden wir die ersten Ansätze für eine „Weltbibelhilfe“, war es doch auch jene Epoche, die in Europa von einem missionarischen Eifer geprägt war. Allein 1.000 Bibeln wurden an die Russische Bibelgesellschaft nach St. Petersburg geschickt. Wie der Bibelbestand der Bibliothek ausweist, existierten sehr gute Beziehungen zu der vom Zaren geförderten Russischen Bibelgesellschaft (1813 bis 1826), die 1820 allein 289 Bibelgesellschaften umfasste und die Bibel in 41 Sprachen für den Vielvölkerstaat Russland verbreitete.
In den ersten sechs Jahren wurden 24.123 Bibeln und Testamente verbreitet. Bibelsendungen nach Philadelphia, Pennsylvanien, gingen an jene deutschen Glaubensbrüder, deren Vorfahren 1683 die erste deutsche Stadt in Nordamerika, Germantown, vor den Toren Philadelphias gegründet und sich dem Pietismus verschrieben hatten.
Eine wesentliche Aufgabe der Landesbibelgesellschaft war die Betreuung von Hilfsbibelgesellschaften, die zum Teil schon älter waren als die Landesbibelgesellschaft. Diese sollten das Bedürfnis nach Bibeln feststellen und befriedigen. Eine Reihe von ihnen gab jährlich gedruckte Berichte ihrer Tätigkeit heraus. Auffallend dabei ist, dass Orte, die später von großer Bedeutung für die Landeskirche wurden, wie Breklum, Kropp, Hademarschen, schon damals eine besondere Lebendigkeit zeigten; ein Zeichen, dass spätere Gründernaturen wie Christian Jensen (Mission) und Johannes Paulsen (Diakonie) schon mit einer mitarbeitenden Gemeinde rechnen konnten.

### Jubiläum und Streit
Bei dem am 14. Mai 1826 gefeierten Jubelfest der Einführung des Christentums durch Ansgar in Nordalbingien und Skandinavien vor 1000 Jahren wurde besonders der Bibelverbreitung durch die Bibelgesellschaft und die Bibelvereine gedacht. Im von der British and Foreign Bible Society entfachten Apokryphen-Streit entschied sich die Schleswig-Holsteinische Bibelgesellschaft im Einvernehmen mit den übrigen kontinentalen Bibelgesellschaften, deren Gründung die BFBS ursprünglich veranlasst hatte, auch weiterhin Bibeln mit Apokryphen zu drucken und zu verteilen. Der Bruch mit der englischen Muttergesellschaft bezüglich der finanziellen Unterstützung von Bibeln mit Apokryphen war damit bedauerlicherweise vollzogen.

### Weitere Entwicklungen im 19. Jahrhundert
In den elf Propsteien des Herzogtums Schleswig waren 1826 noch 45 Hilfsbibelgesellschaften und in den elf Propsteien des Herzogtums Holstein noch 26 Hilfsbibelgesellschaften aktiv. In den Jahren 1819 bis 1829 wurden 64.750 Bibeln in Schleswig gedruckt. Von 1815 bis 1830 wurden 80.000 Exemplare der Bibel verbreitet.
Mit Genugtuung wurde 1832 festgestellt, dass an vielen Orten die wegfallenden Kollekten für die Christensklaven in der Türkei nun für die Bibelsache eingesetzt wurden.
Im 22. Jahresbericht von 1838 erscheint ein wesentlicher Beitrag „Über die Geschichte des herrlichen Werkes der Bibelverbreitung“. Ebenfalls beginnt die Epoche der amerikanischen Mäßigkeitsgesellschaften, die die gänzliche Enthaltsamkeit als leitenden Grundsatz an Stelle der bloßen Mäßigung forderten. Dieser unerbittliche Kampf gegen den „Götzen Branntwein“ wurde auch von den hiesigen Bibelgesellschaften unterstützt, indem mehrere Aufrufe gegen diesen „Götzen“ in den Jahresberichten erschienen. 
Die christlich-soziale Erhebung des 19. Jahrhunderts machte sich auch durch die Schriften der Bibelgesellschaft bemerkbar. So lesen wir im 25. Jahresbericht von 1841 einen Beitrag: „Was hat Christus für die Frauen gethan, und was sollen die Frauen für Christus thun?“
Der sich in der Landeskirche verbreitende Missionsgedanke führte dazu, dass einige Bibelvereine ihre Tätigkeit ganz auf die Belange der äußeren Mission legten. Und wieder kommen die Sorgen der Enthaltsamkeitsvereine in den Schriften der Bibelgesellschaft zu Wort. Es ist nicht mehr das Heidentum der Aufklärung, sondern der Teufel, der im Branntwein steckt, der der Feind des Landes ist.
Mit dem Ausscheiden alter Bibelvereinspastoren lösen sich mehrere örtliche Vereine auf. Gleichzeitig müssen sich die Bibelgesellschaften mit der 1844 veröffentlichten Enzyklika „Inter praecipuas“ des Papstes Gregor XVI. auseinandersetzen, der aufs Neue das Wirken aller Bibelgesellschaften verdammte, indem er sich auf 2 Petr 3,16  bezieht, wo von Ungelehrten und Leichtfertigen die Rede ist, welche die Schrift verwirren. Schon ein Jahr später, im 30. Bericht von 1846, wird von Maßnahmen, die der griechisch-orthodoxe Patriarch in einem Synodalschreiben veröffentlichte, berichtet, in dem er seinen Gläubigen verbot, Schulen zu besuchen, in denen die Bibel gelesen wurde. Auch der armenische Patriarch schleuderte vom Patriarchenthron das „Anathema“ auf alle Bibelleser. Demgegenüber hatten die morgenländischen Kirchen laut Bischof Gobat keine Verbote bezüglich des Bibellesens erlassen.
Eine gewisse lokale „Bibelmüdigkeit“ schlägt sich in den Berichten der 1840er Jahre nieder. Die Not der Heiden in fernen Ländern fand mehr Anklang als die örtliche Verbreitung der Bibel. Einige der alten ehrwürdigen Bibelgesellschaften wurden für unnötig erklärt. Die Bibelsache hatte den Reiz der Neuheit verloren und wurde in vielen Fällen den gemeindlichen Armenkassen überlassen. Auch hatte das Gesangbuch als Erbauungsliteratur die Bibel weitgehend verdrängt. 
Süderdithmarschen lehnte um 1845 Bibel- und Missionsvereine rundweg ab. Ihre Zeit sei vorüber, Bibelmangel nicht vorhanden. Die bisher von Vereinen wahrgenommenen Aufgaben müssten künftig Anliegen der Gemeinden sein.
Der 33. Jahresbericht von 1849 reflektiert die Kriegsunruhen der schleswig-holsteinischen Erhebung gegen Dänemark von 1848, so dass die Förderung der Bibelsache kein richtiges Gedeihen mehr hatte. Nie gekannte nationale Gegensätze zwischen Deutsch- und Dänischgesinnten innerhalb der beiden Herzogtümer taten sich auf. Die Jahresberichte von 1850 und 1852 bestätigen die tiefe Wehmut und laute Klage über die politischen Entwicklungen, die zur Spaltung der Schleswig-Holsteinischen Bibelgesellschaft führten. 1864 wurde nach dem preußisch-österreichischen Sieg im Deutsch-Dänischen Krieg die gemeinsame Landesbibelgesellschaft wieder ins Leben gerufen.
1867 wurde das Thema „Traubibeln“ bei der Konferenz der Bibelgesellschaften anlässlich des Kirchentags in Kiel besprochen. Die Ausgabe von Traubibeln bedeutete ein Umdenken. An die Stelle der Überlegung, wie man möglichst viele Bibeln an möglichst viele Arme verbilligt oder umsonst ausgeben könnte, trat mit der Einführung der Traubibel der Wunsch, allen evangelischen Ehepaaren beim Eintritt in die Ehe eine Bibel in die Hand zu geben.
In den ersten 60 Jahren seit ihrer Gründung hat die Schleswig-Holsteinische Bibelgesellschaft 172.840 Bibeln und Neue Testamente abgegeben (39. Bericht, 1876). Dennoch wird mit Betroffenheit festgestellt, dass „das Wort Gottes in Vergessenheit und Verachtung kommt, auch in unserer Provinz … und um so mehr der Materialismus und das Jagen nach irdischem Genuss um sich greift“. Die Bibelgesellschaft findet sich in einem neuen sozial-politischen Klima.
Der Einfluss der Bibelgesellschaft auf Kirche und Gesellschaft nahm ständig ab, so dass der 41. Bericht von 1885 mit den Worten beginnt: „Die Landesbibelgesellschaft ist nur ein kleines Bächlein unter den Vereinen, die sich die Aufgabe gestellt haben, das Wasser des Lebens über Gottes Land zu führen.“ Tatsächlich waren seit 1870 so viele christliche Werke, wie die Heidenmission (Breklum), Innere Mission (Neumünster, Rickling), Gustav-Adolf-Werk, Diakonie (Altona, Flensburg, Kropp, Rickling), Predigerseminare für Amerika (Breklum, Kropp), Evangelisation, Blaues Kreuz u. a., zur Selbständigkeit herangewachsen, dass die Bibelgesellschaft als Betreuerin dieser Arbeiten nicht mehr in Betracht kam. Auch hatte die Zahl der örtlichen Bibelvereine wieder abgenommen. 
Das Vermögen der Bibelgesellschaft war 1889 auf 76.704 Mark gestiegen. In dem Geschäftsbetrieb vollzog sich eine bemerkenswerte Veränderung, als der eigene Druck völlig aufgegeben wurde, da die alten Stereotypplatten nicht mehr gebrauchsfähig waren. So bezog man alle deutschen Bibeln und Neue Testamente aus Halle. Zusätzliche Verbreitung geschah durch die Versorgung der Kaiserlichen Marine mit Bibeln und Neuen Testamenten, so dass inzwischen 208.062 Bibeln von der Gesellschaft ausgegeben worden waren. Der letzte gedruckte Bericht (42. und 44.) für die Jahre 1885 bis 1889 schließt mit Worten, die die realistische Situation jener Zeit kennzeichnet:

„Die Bibelgesellschaft darf heutzutage, wo eine reiche Fülle von Bestrebungen zur Hebung des religiös-sittlichen Lebens uns umgibt, nicht mehr darauf rechnen, dasselbe Interesse zu finden wie in den ersten Jahrzehnten ihres Bestehens; in einer Weise bedarf sie auch dessen jetzt nicht so wie damals, insofern sie jetzt finanziell gut fundiert ist; des Interesses und der Förderung in ihrer Arbeit bedarf sie aber immer noch und bittet darum. Die Versorgung aller Volkskreise mit Heiligen Schriften bleibt auf evangelischem Kirchengebiet immerdar eine Aufgabe, deren Lösung nicht beiseite gesetzt werden darf, die Heilige Schrift ist und bleibt das Buch der Bücher.“

### Entwicklungen im 20. Jahrhundert
Am 18. Dezember 1901 entschied die Mitgliederversammlung, die Landesbibelgesellschaft als juristische Person nach dem BGB beim Amtsgericht eintragen zu lassen. Danach lag die Last der Arbeit jeweils auf dem Geschäftsführer. Nach § 2 der Satzung von 1901 war die Aufgabe der Bibelgesellschaft wie folgt umrissen: „Der Zweck des Vereins ist die Verbreitung der Heiligen Schrift und dadurch Förderung eines frommen christlichen Sinnes in unserem engeren Vaterlande.“ Damit löste sich die Bibelgesellschaft von den Missionsbestrebungen in den damaligen deutschen Kolonien und von der Verantwortung einer Weltbibelhilfe.
Im Jahr 1933 bewilligten die Mitglieder der Bibelgesellschaft nach langen Überlegungen einen Zuschuss von 1.500 RM für die Drucklegung von Pastor Johannes Jessens plattdeutschem Neuen Testament. Das Reformationsfest 1934, zugleich das 400-jährige Jubiläum der Lutherischen Vollbibel von 1534, wurde als Bibelfest in der Friedrichsberger Kirche gefeiert.
Der Schleswiger Hauptpastor Meyer, seit 1934 Schriftführer der Bibelgesellschaft, versuchte schon in den 1930er Jahren, die Bibelgesellschaften des nordelbischen Raumes zusammenzuführen, was ihm aber nicht gelang. Im April 1966 wurde dann die Neufassung der bisherigen Satzung einstimmig beschlossen, die besagt: „Die Aufgabe der Bibelgesellschaft ist die Verbreitung der Heiligen Schrift in unserem Lande und in der Welt. Die Arbeit gilt als Dienst der Kirche. Sie verfolgt ausschließlich und unmittelbar gemeinnützige Zwecke; Gewinnabsicht ist ausgeschlossen.“ Die Zusammenarbeit mit dem „Evangelischen Bibelwerk in West-Deutschland“ und mit der „Arbeitsgemeinschaft der nordelbischen Bibelgesellschaften“ unter der Leitung von Pastor E. Fisch, Lübeck, führte zur Beteiligung an der bibelmissionarischen Arbeit in Togo und Dahomé (heute Benin). Außerdem unterstützte die Bibelgesellschaft für mehrere Jahre die umfangreiche Bibelaktion in Jeypurland, Indien.
Seit Ende der 1960er Jahre zeichnete sich ein verantwortliches Interesse für die weltweite Verbreitung der Bibel ab, sei es durch das Evangelische Bibelwerk, die Weltbibelhilfe oder durch die Initiativen der regionalen Missionsgesellschaft. Eine „Ordnung der Arbeitsgemeinschaft der nordelbischen Bibelgesellschaften“ wurde 1975 angenommen. Die Arbeitsgemeinschaft sollte Verhandlungspartner der fünf nordelbischen Bibelgesellschaften mit der Nordelbischen Kirche sein.
Am 13. Juni 1979 beschloss der Vorstand die Gründung des Vereins „Nordelbisches Bibelwerk e. V.“ Nach längeren Verhandlungen mit der Lauenburg-Ratzeburgischen Bibelgesellschaft erhielt der Verein den endgültigen Namen „Nordelbische Bibelgesellschaften e. V.“ Im Rahmen dieses Trägervereins wurde 1993 das Nordelbische Bibelzentrum im Haus des Klosterprobsten des adeligen Damenstifts St. Johanniskloster zu Schleswig gegründet und im darauffolgenden Jahr eröffnet. Es befand sich von 1993 bis 2012 in der Trägerschaft dieses Vereins und wurde 2013 als „Bibelzentrum Schleswig“ in die Trägerschaft der Nordkirche übernommen. Die Schleswig-Holsteinische Bibelgesellschaft hat zum Betrieb dieses Bibelzentrums stets einen namhaften Betrag aus ihren Finanzmitteln zur Verfügung gestellt.
Die beträchtliche Sammlung von historischen deutschen und fremdsprachigen Bibeln wurde vom theologischen Mitarbeiter der Bibelgesellschaft Otto F. A. Meinardus seit 1984 katalogisiert. Er stellte zwei Sätze von je ca. 20 ausstellungswürdigen Bibeln zusammen, die in je sechs Vitrinen in Nordelbien für Bibelausstellungen bei Bibelwochen angeboten werden können. Er schrieb im Jubiläumsjahr 1990:

„Neue Aufgaben und Herausforderungen erwachsen der Bibelgesellschaft in einer säkularisierten Umwelt. In einer Gesellschaft, geprägt von Gleichgültigkeit und Unkenntnis der Heiligen Schrift, bleibt es die vornehme Aufgabe der Bibelgesellschaft, Menschen durch den Vertrieb von Bibeln, aber auch durch Seminare, Gesprächskreise und Predigten, zu einer verständnisvollen Annahme des Wortes Gottes zu führen.“

### Entwicklungen im 21. Jahrhundert
Die Schleswig-Holsteinische Bibelgesellschaft feierte ihr 200-jähriges Bestehen am 5. September 2015 im Schleswiger Bibelzentrum. Die Eröffnung einer Ausstellung mit handgeschriebenen Bürgerbibeln bildete den Auftakt der Jubiläumsfeiern. Gezeigt wurden fünf von Schleswig-Holsteinern handgeschriebene Bibeln. Es sind dies die Flensburger und die Dithmarscher Bibel, die Kieler Bürgerbibel, der Angeliter Psalter sowie das Neue Testament aus Garding.